# Kristian Jensen (ishockeyspiller)
 Der er flere personer med dette navn, se Kristian Jensen.
Kristian Jensen (født 22. januar 1996 i Odense) er en dansk ishockeyspiller, der siden sommeren 2022 har været på kontrakt hos Odense Bulldogs i Metal Ligaen. Han har tidligere spillet for Herning Blue Fox, Frederikshavn White Hawks, SønderjyskE og svenske Luleå HF.

## Dømt for vold
24. september 2019 blev Kristian Jensen sigtet for vold, efter at han fire dage før i en hjemmekamp i Iscenter Nord mod Odense Bulldogs, slog en knytnæve af sted mod en liggende og bevidstløs Lucas Bjerre Rasmussen. Efter endt efterforskning valgte Nordjyllands Politi den 10. oktober at rejse tiltale mod Kristian Jensen, og sendte sagen til domsbehandling ved Retten i Hjørring. Her blev han 15. november 2019 af en enig domsmandsret kendt skyldig, og fik en dom på 20 dages betinget fængsel, og skulle betale 5740 kroner i erstatning til Lucas Bjerre Rasmussen for svie og smerte. Forinden havde Danmarks Ishockey Union givet Kristian Jensen 17 spilledages karantæne.